# Gryllus longicercus
Gryllus longicercus (лат.) — вид прямокрылых насекомых из семейства сверчков. Эндемики США.

## Распространение
Северная Америка: США (Аризона, Калифорния, Колорадо,  Нью-Мексико, Техас, Юта) на высотах от 183 м до 2 км.

## Описание
Сверчки буровато-чёрного цвета. Отличаются от близких видов (Gryllus staccato, Gryllus chisosensis) особенностями морфологии (короткие задние крылья), ДНК и акустической коммуникации (пения), очень длинные церки (около 200 зубцов), которые длиннее яйцеклада и даже равны почти всему телу. Вид был впервые описан в 2019 году американскими энтомологами Дэвидом Вейссманом (David B. Weissman; Department of Entomology, Калифорнийская академия наук, Золотые ворота, Сан-Франциско, США) и Дэвидом Грэем (David A. Gray; Department of Biology, Университет штата Калифорния, Northridge, Калифорния). Видовое название дано по признаку строения (их церки самые длинные среди всех видов рода).